# Verónica Escobar Romo
Verónica Escobar Romo (Ciudad de México; 15 de diciembre de 1955) es una abogada y política mexicana, militante del Partido Revolucionario Institucional y expresidente municipal de Acapulco de Juárez.

## Estudios
Nació en la  Ciudad de México. Estudió la licenciatura en Derecho en la Universidad Autónoma Metropolitana así como diplomados Administración Pública, Relaciones Internacionales, Relaciones Públicas y Desarrollo Humano.

## Trayectoria Empresarial
Dentro de la iniciativa privada se ha desempeñado como directora general de Empresas Relacionados con Servicios Turísticos, Espectáculos y Gastronómicos en Acapulco de Juárez y en la Ciudad de México.

## Trayectoria Profesional y Política
Inició sus actividades profesionales como asistente de la Dirección de Turismo del Departamento del Distrito Federal. Se desempeñó como Jefa del Departamento de la Tenencia de la Tierra de la Secretaría de la Reforma Agraria. Ha sido Directora de Promoción Turística de la Secretaría de Fomento Turístico del Gobierno del Estado de Guerrero. Ejerció como Directora de Relaciones Públicas y Turismo del H. Ayuntamiento Municipal de Acapulco de Juárez. Se desempeñó como Coordinadora de Apoyo Logístico en la representación del Gobierno del Estado de Guerrero. Fue Coordinadora de Interventores de la Dirección de Juegos y Sorteos de la Secretaría de Gobernación. Ha sido Subdirectora de Recursos Humanos del Consejo de la Judicatura del Poder Judicial de la Federación. En 2008 fue nombrada Directora de Relaciones Públicas de la Presidencia Municipal de Acapulco de Juárez por segunda ocasión y en 2011 directora general del Sistema para el Desarrollo Integral de la Familia, DIF Acapulco.
En el proceso electoral del 5 de octubre de 2008 contendió como Candidata a Presidente Municipal Suplente del Municipio de Acapulco de Juárez por el Partido Revolucionario Institucional al lado de Manuel Añorve Baños. El 24 de marzo de este año tomo protesta al cargo como Presidente Municipal Constitucional de Acapulco de Juárez, Guerrero.
Dentro del Partido Revolucionario Institucional ha desempeñado diversos cargos y funciones. Entre otros, fue Coordinadora de Turismo de la Campaña a Gobernador del Lic. José Francisco Ruiz Massieu, Coordinadora de Turismo de la Campaña a Presidente Municipal de Acapulco de Juárez, del CP. Israel Soberanis Nogueda; coordinó el Programa de Innovación del Candidato a Gobernador Lic. Héctor Astudillo Flores, Coordinadora de campaña del Programa de Redes Ciudadanas para Presidente Municipal del Dr. Manuel Añorve Baños, Coordinadora Administrativa de la Campaña a Gobernador del Dr. Manuel Añorve Baños. Actualmente es Consejera Municipal y Estatal del PRI e integrante de la Comisión Política Permanente Estatal.